# Stolen Holiday
Stolen Holiday ist ein US-amerikanischer Spielfilm von Michael Curtiz aus dem Jahr 1937 mit Kay Francis in der Hauptrolle. Die Handlung basiert auf dem Finanzskandal um Serge Alexandre Stavisky, der 1933 Frankreich erschütterte.

## Handlung
Stefan Orloff ist ein Hochstapler und Finanzjongleur, der mit wertlosen Anleihen ein Vermögen angehäuft hat und über beste Verbindungen bis in die höchsten Kreise der französischen Regierung unterhält. Er engagiert sich nach außen im Geschäft der ehrgeizigen Modeschöpferin Nicole Picot, um seine wahren Aktivitäten zu verbergen. Während Nicole großen Erfolg mit ihrer Kollektion hat, arbeitet Orloff weiter an seinen Spekulationen, die am Ende die Stabilität der gesamten französischen Wirtschaft gefährden. Auf dem Höhepunkt seiner Macht stürzt Orloff und kommt zu Tode.
Nicole hat sich in der Zwischenzeit in Anthony Wayne verliebt, der lange Zeit ihr loyaler Freund und treuer Beistand gewesen ist. Am Ende finden die beiden ihr Glück und heiraten.

## Hintergrund
Kay Francis war 1932 von Paramount zu Warner Brothers gekommen und innerhalb weniger Jahre zu einer der bestbezahlten Schauspielerinnen geworden. 1936 verdiente sie $ 227.000 und ihre Einkünfte für 1937 beliefen sich auf $ 209.000. Ihr Erfolg basierte auf ihrer Fähigkeit, auch sentimentale und unglaubwürdige Geschichten mit Selbstbewusstsein und Integrität zu spielen. Dazu kam ihr Ruf, zu den bestangezogenen Frauen der USA zu zählen. 1936 wurde ihr der Titel Best Dressed Woman in Movies verliehen, den sie gegen die Konkurrenz von Marlene Dietrich, Joan Crawford, Norma Shearer und Carole Lombard gewann. Ihr Studio versuchte, aus dem Titel Gewinn zu ziehen und setzte Kay Francis als Modeschöpferin ein, um so eine möglichst große Anzahl von spektakulären Kostümen auf die Leinwand zu bringen. Ihr Charakter der Nicole Pricot war sehr locker an Coco Chanel orientiert und die Affäre, die Nicole mit dem Briten Anthony Wayne hat weist Parallelen zu Chanels eigener Beziehung zu Arthur („Boy“) Capel auf. Der Film hatte zunächst den Arbeitstitel Mistress of Fashion. Erst später wurde der Fokus mehr in Richtung des Charakters von Oroloff verlagert und die Wahl fiel auf Stolen Holiday, einem Titel, der seit Jahren als Arbeitstitel für die unterschiedlichsten Projekte gedient hatte. Die Kostüme entwarf Orry-Kelly, Hausdesigner von Warners. Als Mann an Francis Seite war erneut Ian Hunter zu sehen, der George Brent als ständiger Partner ablöste. Francis und Hunter hatten bereits in I Found Stella Parrish, Der Erbe des Hauses Farrington und The White Angel erfolgreich zusammengearbeitet.
Der Charakter von Stefan Orloff war eng an den Hochstapler Serge Alexandre Stavisky angelehnt. Dieser war ein französischer Hochstapler und Finanzjongleur russischer Herkunft. Sein Handel mit wertlosen Anleihen und seine engen Verbindungen mit angesehenen und einflussreichen Personen des öffentlichen Lebens und der Politik Anfang der dreißiger Jahre in Frankreich zu politischen Unruhen und einer Krise des demokratischen Systems führten. Bis heute ist ungeklärt, ob er auf der Flucht vor der Polizei in Chamonix durch Suizid starb beging oder von der Polizei getötet wurde, um einen gefährlichen Zeugen zu beseitigen. Sein Leben wurde 1974 von Alain Resnais mit Jean-Paul Belmondo in der Titelrolle verfilmt.
Im Drehbuch zu Stolen Holiday wurden erhebliche Änderungen vorgenommen, da z. B. Suizid aufgrund der strengen Zensurbestimmungen nicht dargestellt werden durfte. Der finanzielle Misserfolg des Streifens markierte den Beginn der erbitterten Streitereien zwischen Francis und dem Studio, die Ende des Jahres schließlich in einem Prozess mündeten.

## Kritik
In der New York Times wurde auf den entscheidenden Vorteil angespielt, den es für den Star mit sich brachte, eine Rolle aus dem Fashionbusiness zu spielen:

„[Und weil sie] eine erfolgreiche Modeschöpferin spielt, trägt Kay Francis die eindrucksvollsten Kostüme, die Hollywood Designer im Pariser Stil entwerfen können.“

## Kinoauswertung
Die Produktionskosten lagen mit 524.000 US-Dollar im Durchschnitt, den das Studio zu der Zeit für einen Kay-Francis-Film investierte. An der Kinokasse erwies sich Stolen Holiday als weniger populär im Vergleich zu den vorherigen Filmen der Schauspielerin. In den USA spielte er 502.000 US-Dollar ein, zu denen weitere 272.000 US-Dollar aus dem Ausland kamen. Am Ende stand ein Gesamtergebnis von 774.000 US-Dollar. 